# Rhesala figurata
Rhesala figurata är en fjärilsart som beskrevs av Moore 1885. Rhesala figurata ingår i släktet Rhesala och familjen nattflyn. Inga underarter finns listade.